# Río Ganale Doria
El río Ganale Doria, también río Genale, es un río perenne que discurre por el sureste de Etiopía. Nace en las montañas, al este de Aleta Wendo, y fluye hacia el sur y el este para unirse con el río Dawa en la frontera con Somalia, dando lugar al nacimiento del río Juba. Sus principales afluentes son los ríos Gestro, Welmel, Weyib, Dumale, Doya, Hawas y Hambala. Las cataratas Verme son un destacado accidente de su curso medio.
El Ganale Doria tiene una longitud de 848 km o de 804 km. El Ministerio de Recursos Hídricos de Etiopía estima el área de captación de la cuenca del Ganale Doria-Dawa en 171.050 km², con un escurrimiento anual de 5,80 km³ y una descarga específica de 1,2 litros por segundo por km². El área de captación se estima que tienen el potencial para irrigar 1.070 km² y para generar 9.270 GWh.
La confluencia del Ganale Doria con el Dawa es un notable hito geográfico, un punto trifinio que es el punto de partida de la frontera entre Etiopía y Kenia, al oeste, y también punto de partida de la frontera entre Etiopía y Somalia, al este.

## Historia
El Genale Dorya fue históricamente importante porque sirvió hasta 1991 como límite entre las antiguas provincias de Sidamo y Bale. La Batalla de Genale Doria se libró en enero de 1936 en el sur de su curso, entre italianos y etíopes.
El explorador italiano Vittorio Bottego (1860-97) le agregó el añadido «Dorya» (también escrito Dorya o Doriya), en honor del marqués Giacomo Doria, presidente de la Reale Società Geografica.